# Royce Alger
Royce Alger (* 6. März 1965) ist ein ehemaliger US-amerikanischer Ringer. Er war 1990 Vize-Weltmeister im freien Stil im Mittelgewicht.

## Werdegang
Royce Alger begann als Jugendlicher mit dem Ringen, wobei er sich ganz auf den freien Stil konzentrierte. Während seiner High-School-Zeit wurde er zweimal Meister von Iowa. Trainiert wurde er zu dieser Zeit von Brad Smith. Nach seinem Wechsel an die University of Iowa im Jahre 1984 war er hauptsächlich als Studentenringer aktiv. Er bestritt dabei für den Ringerclub dieser Universität, dem Hawkeye WC bis 1988 insgesamt 146 Kämpfe, von denen er 131 gewann. Sein Trainer war dort der Olympiasieger von 1972 in München im Leichtgewicht Dan Gable. Im Jahre 1994 wechselte er dann zum Club von David Schultz, dem Foxcatcer Wrestling Club.
Bereits 1983 wurde Royce Alger US-amerikanischer Juniorenmeister im freien Stil im Weltergewicht. Bei den sog. NCAA-Championships (= US-amerik. Studentenmeisterschaften) belegte er 1986 den 5. Platz im Weltergewicht und gewann dieses Turnier in den Jahren 1987 und 1988.
US-amerikanischer Meister bei den Senioren wurde er in den Jahren 1990, 1992 und 1994, jeweils im Mittelgewicht.
Die internationale Karriere von Royce Alger begann 1983, als er bei der Junioren-Weltmeisterschaft (Juniors = Altersklasse bis zum 18. Lebensjahr) in Oak Lawn in der Gewichtsklasse bis 70 kg Körpergewicht hinter dem sowjetischen Sportler Alexander Simjagin den 2. Platz belegte.
1989 wurde er erstmals panamerikanischer Meister im Mittelgewicht vor Raul Cascaret Fonseca aus Kuba. Seinen größten internationalen Erfolg feierte er im Jahre 1990 bei der Weltmeisterschaft in Tokio. Hier belegte er im Mittelgewicht hinter dem tschechoslowakischen Überraschungssieger Jozef Lohyňa den 2. Platz vor Puntsagiin Süchbat aus der Mongolei und dem sowjetischen Sportler Awtandil Gogolischwili.
In den Jahren 1991 und 1992 gelang ihm die Qualifikation für die Weltmeisterschaft bzw. die Olympischen Spiele in Barcelona nicht. Beide Male wurde er bei den sog. Trials (Ausscheidungsturnieren) von Kevin Jackson auf den 2. Platz verwiesen. 1992 gewann er aber noch einmal den Titel eines panamerikanischen Meisters im Mittelgewicht vor dem Puerto-Ricaner Jose E. Betancourt Rosario und dem Kanadier David Hohl.
Ab 1994 war Royce Alger Assistenztrainer an der University of Iowa und von 1997 bis zum Jahre 2000 war er an derselben Universität Kraft- und Konditionstrainer. Seit 2001 ist er Trainer an der St.James-Academy und veranstaltet in eigener Zuständigkeit Ringerseminare für Anfänger und Fortgeschrittene.
Von 1997 bis 1999 betätigte sich Royce Alger auch als sog. Mixed Martial Artist.

## Internationale Erfolge
| Jahr | Platz | Wettbewerb                            | Gew.-Kl.     | |
| 1983 | 2.    | Junioren-WM (Juniors) in Oak Lawn/USA | bis 70 kg KG | hinter Alexander Simjagin, UdSSR, vor Selami Karakus, Türkei                                                                        |
| 1989 | 1.    | Panamerikanische Meisterschaft        | Mittel       | vor Raul Cascaret Fonseca, Kuba u. David Hohl, Kanada                                                                               |
| 1990 | 3.    | Goodwill-Games in Seattle             | Mittel       | hinter Elmadi Dschabrailow, Sowjetunion und Sebahattin Öztürk, Türkei                                                               |
| 1990 | 2.    | WM in Tokio                           | Mittel       | hinter Jozef Lohyňa, Tschechoslowakei, vor Puntsagiin Süchbat, Mongolei, Awtandil Gogolischwili, UdSSR u. Sebahattin Öztürk, Türkei |
| 1990 | 2.    | Turnier in Pittsburgh                 | Mittel       | hinter Jozef Lohyna |
| 1991 | 1.    | Welt-Cup in Toledo (Ohio)             | Mittel       | vor Sagid Katinowassow, UdSSR u. Orlando Hernandez, Kuba                                                                            |
| 1992 | 1.    | Panamerikanische Meisterschaften      | Mittel       | vor Jese E. Betancourt Rosario, Puerto Rico u. David Hohl                                                                           |
| 1992 | 1.    | Welt-Cup in Moskau                    | Mittel       | vor Ruslan Kelekschajew, Russland u. Mussa Momeini, Iran                                                                            |

Anm.: alle Wettbewerbe im freien Stil, Mittelgewicht, damals bis 82 kg Körpergewicht

## Nationale Erfolge
| Jahr | Platz | Wettbewerb                       | Gew.-Kl.     |                                                             |
| 1983 | 1.    | US-amerik. Juniorenmeisterschaft | bis 70 kg KG |                                                             |
| 1986 | 5.    | NCAA-Championships               | Welter       | hinter Jude Skove, Greg Elinsky, Rob Koll u. Johnny Johnson |
| 1987 | 1.    | NCAA-Championships               | Mittel       | vor Dan Mayo u. Brad Lloyd                                  |
| 1988 | 1.    | NCAA-Championships               | Mittel       | vor Kevin Jackson u. Greg Elinsky                           |
| 1990 | 1.    | USA-Meisterschaft                | Mittel       | vor Kevin Jackson                                           |
| 1990 | 1.    | WM-Trials                        | Mittel       | hinter Kevin Jackson                                        |
| 1991 | 2.    | WM-Trials                        | Mittel       | hinter Kevin Jackson                                        |
| 1992 | 1.    | USA-Meisterschaft                | Mittel       | vor Kevin Jackson                                           |
| 1992 | 2.    | Olympia-Trials                   | Mittel       | hinter Kevin Jackson                                        |
| 1993 | 2.    | USA-Meisterschaft                | Mittel       | hinter Kevin Jackson                                        |
| 1993 | 2.    | WM-Trials                        | Mittel       | hinter Kevin Jackson                                        |
| 1994 | 1.    | USA-Meisterschaft                | Mittel       | vor Leslie Gutches                                          |
| 1994 | 2.    | WM-Trials                        | Mittel       | hinter Kevon Jackson                                        |